# Симфонія № 2 (Рахманінов)
Симфонія № 2 мі мінор, ор. 27 — симфонія Сергія Васильовича Рахманінова, написана у 1906–1907 роках. Симфонія присвячена відомому російському композитору Сергію Танєєву.
Прем'єра симфонії відбулася 8 лютого 1908 року в Санкт-Петербурзі, диригував автор. Повна версія симфонії звучить близько 1 години скорочена — 40 хвилин.
Симфонія написана для великого симфонічного оркестру з потрійним складом духових. Складається з 4-х частин:
1. Largo - Allegro moderato
2. Allegro molto
3. Adagio
4. Allegro vivace

У 2008 році фірма Brilliant Classics видала перекладення симфонії для фортепіано з оркестром, виконане композитором Олександром Варенбергом і назване Концертом № 5 для фортепіано з оркестром Сергія Рахманінова. Партитуру концерту можна придбати через фірму Boosey & Hawkes.